# Збірна Нової Зеландії з хокею із шайбою
Збірна Нової Зеландії з хокею із шайбою (англ. New Zealand national ice hockey team) — національна збірна команда Нової Зеландії, яка представляє свою країну на міжнародних змаганнях з хокею із шайбою. Управління збірною здійснюється Новозеландською хокейною федерацією.

## Виступи на чемпіонаті світу
- 1987 — 3-є місце (група D)
- 1989 — 5-е місце (група D)
- 1995 — 10-е місце (група С2)
- 1996 — 2-е місце (група D)
- 1997 — 2-е місце (група Е)
- 1998 — 6-е місце (група D)
- 1999 — 6-е місце (група D)
- 2000 — 6-е місце (група D)
- 2001 — 5-е місце Дивізіон II, Група А
- 2002 — 3-є місце Дивізіон II
- 2003 — 1-е місце Дивізіон III
- 2004 — 5-е місце Дивізіон II, Група В
- 2005 — 5-е місце Дивізіон II, Група А
- 2006 — 6-е місце Дивізіон II, Група В
- 2007 — 1-е місце Дивізіон III
- 2008 — 6-е місце Дивізіон II, Група В
- 2009 — 1-е місце Дивізіон III
- 2010 — 4-е місце Дивізіон II, Група В
- 2011 — 2-е місце Дивізіон II, Група А
- 2012 — 6-е місце Дивізіон II, Група А
- 2013 — 2-е місце Дивізіон II, Група В
- 2014 — 3-є місце Дивізіон ІІВ
- 2015 — 2-е місце Дивізіон ІІВ
- 2016 — 4-е місце Дивізіон IIB
- 2017 — 2-е місце Дивізіон ІІВ
- 2018 — 2-е місце Дивізіон ІІВ
- 2019 — 3-є місце Дивізіон ІІВ
- 2023 — 4-е місце Дивізіон IIB
- 2024 — 2-е місце Дивізіон IIB
- 2025 — 3-є місце Дивізіон IIB